# Інчешть (Біхор)
Інчешть, Інчешті (рум. Incești) — село у повіті Біхор в Румунії. Входить до складу комуни Чейка.
Село розташоване на відстані 408 км на північний захід від Бухареста, 30 км на південний схід від Ораді, 112 км на захід від Клуж-Напоки, 138 км на північний схід від Тімішоари.

## Населення
За даними перепису населення 2002 року у селі проживала 471 особа, усі — румуни. Усі жителі села рідною мовою назвали румунську.